# Mesocolaspis
Mesocolaspis là một chi bọ cánh cứng trong họ Chrysomelidae.
Chi này được miêu tả khoa học năm 1908 bởi Jacoby.

## Các loài
Chi này gồm các loài:
- Mesocolaspis spinulosum Medvedev & Zoia, 1996